# Pemphredoninae

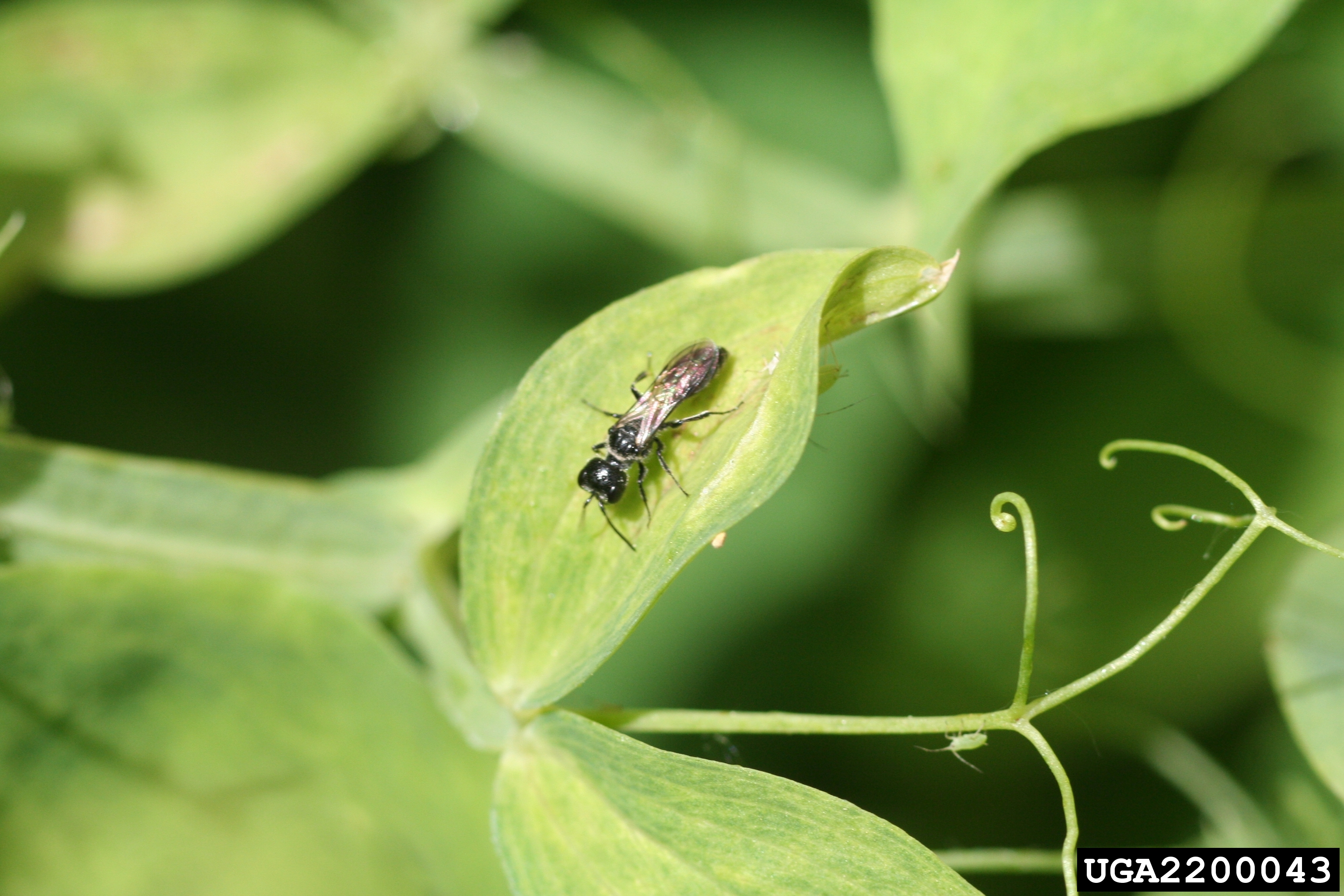
Pemphredon

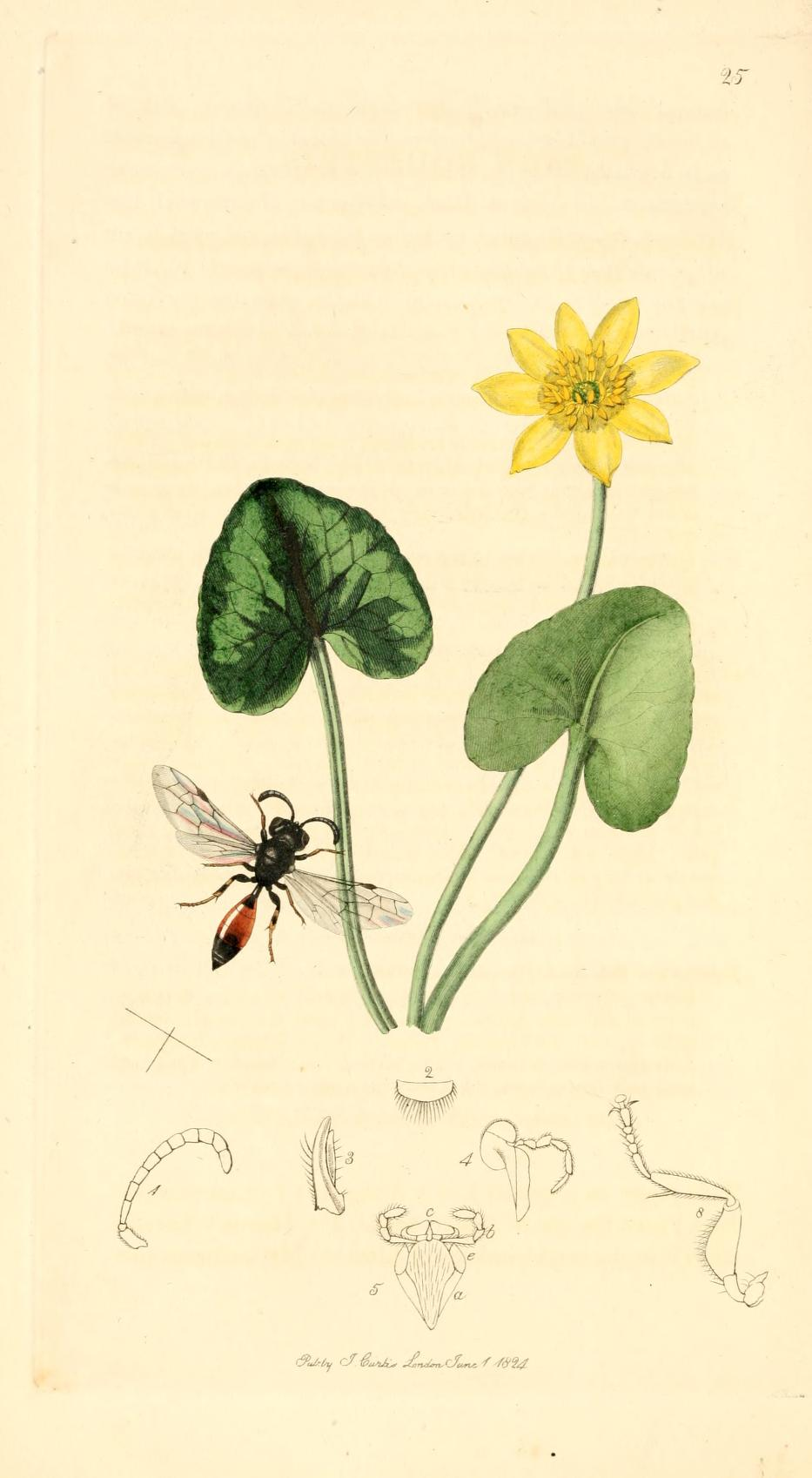
Оса Psen около Лютика весеннего (Ranunculus ficaria)

Pemphredoninae (лат.) — подсемейство песочных ос (Crabronidae). Более 1000 видов.

## Распространение
Всесветное. В Европе 107 видов и 13 родов.
В России 17 родов и 127 видов (включая Psenini и 1 вид Entomosericus).

## Описание
Известны как охотники на тлей. Некоторые виды также охотятся на трипсов (Thysanoptera) и Collembola.
Мелкие (включая мельчайших в мире ос длиной около 2 мм) и среднего размера стройные осы, как правило чёрного цвета. Род Microstigmus единственный среди всех песочных и роющих ос проявляет признаки эусоциальности.

## Классификация
Более 1000 видов, около 40 родов в 4 трибах. Более половины видов и родов относят к трибе Pemphredonini.
Ранее в отдельное подсемейство Entomosericinae выделяли трибу Entomosericini с одним родом Entomosericus.
В 1999 его снова рассматривают в статусе трибы.
В большинстве работ и классификаций Pemphredoninae включает 4 трибы: Entomosericini, Odontosphecini, Psenini и Pemphredonini (крупнейшее по числу видов). Основное различие между Psenini и Pemphredonini состоит в том, что у Psenini переднее крыло с тремя субмаргинальными ячейками, в то время как у Pemphredonini никогда не бывает более двух субмаргинальных ячеек в переднем крыле. Более поздние классификации (Sann et. al, 2018) рассматривают Psenidae (включая Odontosphecini) как отдельное семейство и сестринское для недавно созданного семейства Ammoplanidae, в то время как Pemphredonidae (за исключением Ammoplanina) является сестринским таксоном Philanthidae.
В 2021 году выделены ещё два отдельных семейства: Entomosericidae Dalla Torre, 1897 и Eremiaspheciidae  Menke, 1967 на основании таксонов Entomosericini (трибы бывшего подсемейства Pemphredoninae) и Eremiaspheciinae (подсемейство из бывшего семейства ‘Crabronidae’).
- Триба Entomosericini Dalla Torre, 1897
  - Entomosericus Dahlbom, 1845
- Триба Odontosphecini Menke, 1967
  - Odontosphex Arnold, 1951
- Триба Pemphredonini Dahlbom, 1835
  - Подтриба Ammoplanina (10 родов и около 130 видов)
    - Ammoplanellus Gussakovskij, 1931
    - Ammoplanops Gussakovskij, 1931
    - Ammoplanus Giraud, 1869 (синоним: Ammoplanellus)
    - Ammostigmus Antropov A.V., 2010[9]
    - Mohavena Pate, 1939
    - Parammoplanus Pate, 1939
    - Protostigmus Turner, 1918 (синоним: Anomiopteryx)
    - Pulverro Pate, 1939
    - Riparena Pate, 1939
    - Timberlakena Pate, 1939

  - Подтриба Pemphredonina
    - Diodontus
    - Passaloecus
    - Pemphredon A. Costa, 1858 (синоним: †Sinostigma)
    - Polemistus

  - Подтриба Spilomenina
    - Arpactophilus[10][11][12][13]
    - Microstigmus
    - Spilomena
    - Xysma

  - Подтриба Stigmina
    - Allostigmus
    - Araucastigmus
    - Aykhustigmus
    - Ceratostigmus
    - Carinostigmus
    - Incastigmus
    - Llaqhastigmus
    - Paracrabro
    - Parastigmus
    - Stigmus
    - Tzustigmus
- Триба Psenini (синонимы: Mimesini, Psenulini) (11 родов и около 460 видов)
  - Ammopsen Krombein, 1959
  - Deinomimesa Perkins, 1899
  - Lithium Finnamore, 1987
  - Mimesa Shuckard, 1837
  - Mimumesa Malloch, 1933
  - Nesomimesa R. Perkins in R. Perkins and Forel, 1899
  - Odontopsen Tsuneki, 1964
  - Pluto Pate, 1937
  - Psen Latreille, 1796
  - Pseneo Malloch, 1933
  - Psenulus Kohl, 1897
- Pemphredoninae Incertae sedis (ископаемые группы)
  - †Cretoecus
  - †Cretospilomena
  - †Eomimesa
  - †Eopinoecus
  - †Eoxyloecus
  - †Iwestia
  - †Lisponema
  - †Palanga
  - †Pittoecus
  - †Prolemistus
  - †Psolimena
  - †Rovnoecus (Rovnoecus klesovicus)[1]
  - †Succinoecus